# Karl Friedrich Ludwig Schäffer
Karl Friedrich Ludwig Schäffer (auch Carl, Schaeffer; * 12. September 1746 in Oppeln; † 6. April 1817 in Breslau) war ein deutscher Jurist und Musiker.

## Leben
Schäffer, Sohn des Oberkonistorial- und Oberamtsregierungssekretärs Martin Schäffer, fiel schon im Alter von zwölf Jahren als Pianist öffentlich auf. Er widmete sich dennoch hauptsächlich einem Studium der Rechtswissenschaft, wobei er weiter auch die Musiktheorie studierte. Zunächst ging er 1768 an die Universität Halle, 1770 an die Universität Leipzig. In Leipzig traf er unter anderem auf Christoph Martin Wieland, Leopold Friedrich Günther von Goeckingk und Johann Wilhelm Ludwig Gleim und widmete sich vermehrt seiner künstlerischen Ader. Er leitete Liebhaberkonzerte und trat selbst als Pianist auf.
Schäffer schlug nach dem Studium eine Laufbahn als Jurist ein. Er wurde zunächst Auskultator in Frankfurt an der Oder. Auch dort etablierte er schnell Liebhaberkonzerte. Anschließend wurde er Auskultator in Breslau, dann dort beim Accise- und Zollgericht in Breslau tätig. Es folgte eine Zeit als Advokat bei der Regierung des Fürstentums Anhalt-Köthen-Pleß. 1789 wurde er Justizkommissar, 1797 schließlich öffentlicher Notar beim oberschlesischen Departement mit dem Titel eines Justizkommissionsrats. Trotz starker Arbeitsbelastung und zunehmender körperlicher Leiden blieb er bis zum Ende seines Lebens dem Engagement für die Musik treu. Er etablierte bei sich Hauskonzerte und trat häufig am Klavier oder der Violine öffentlich auf.

## Werke
Schäffer komponierte zwischen 1790 und 1800 sechs große Klavierkonzerte mit Orchester, außerdem eine große Zahl dreistimmiger Serenaden, Arien, Lieder, Tänze. Zu seinen bekanntesten Werken zählen zwei Opern, namentlich Malmir und Gertraud sowie Der Orkan. Malmir und Gertraud wurde beispielsweise 1798 und 1800 im Hoftheater von Pleß aufgeführt. 1810 komponierte er das Stück Fantasie für Orchester und zwei Chöre. Ebenso wie die Opern fand auch sein Requiem beim Publikum Beifall.